# Provița de Jos
Provița de Jos è un comune della Romania di 2 454 abitanti, ubicato nel distretto di Prahova, nella regione storica della Muntenia. 
Il comune è formato dall'unione di 3 villaggi: Drăgăneasa, Piatra, Provița de Jos.